# Kloster Swjatohirsk

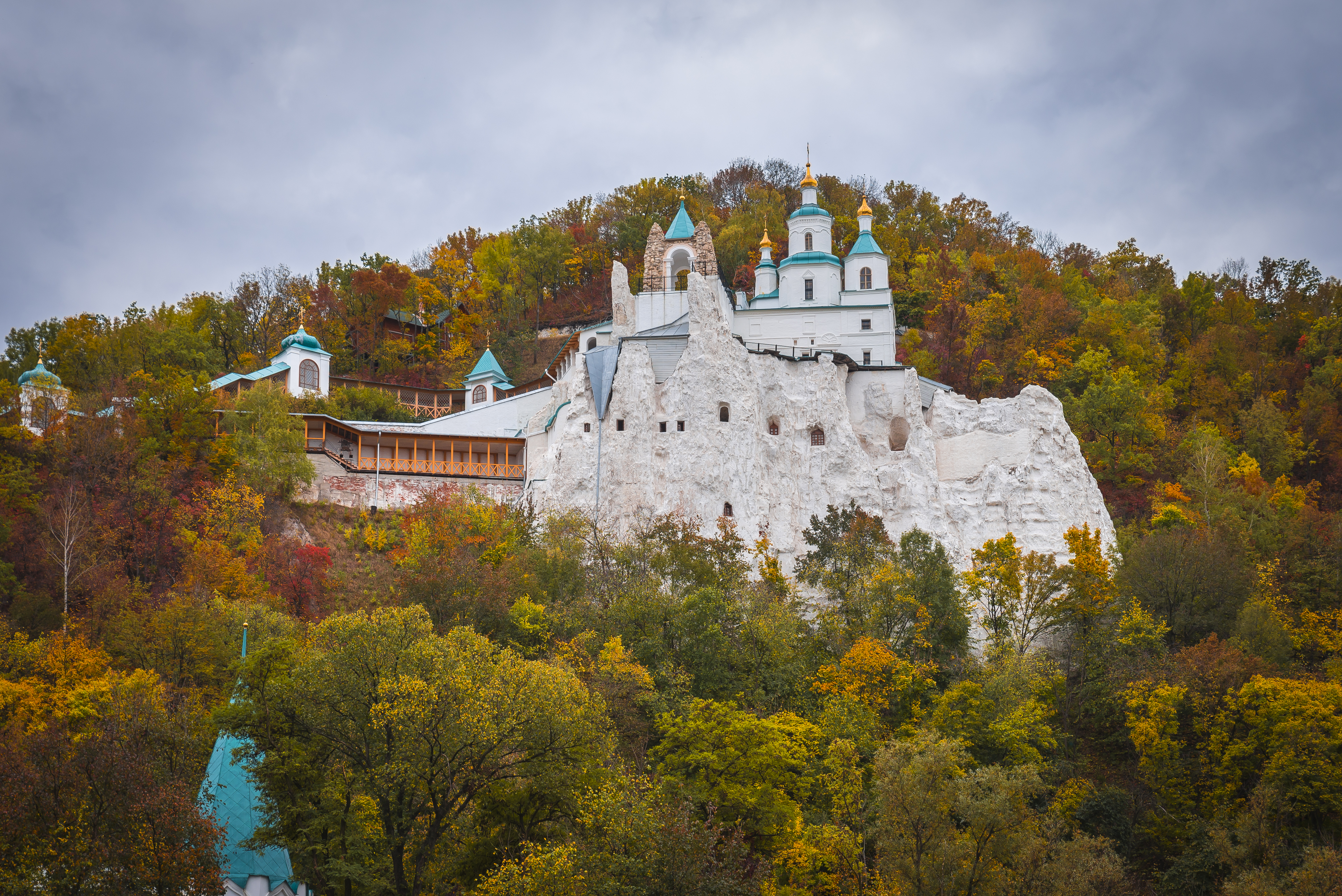
Kloster Swjatohirsk (2014)

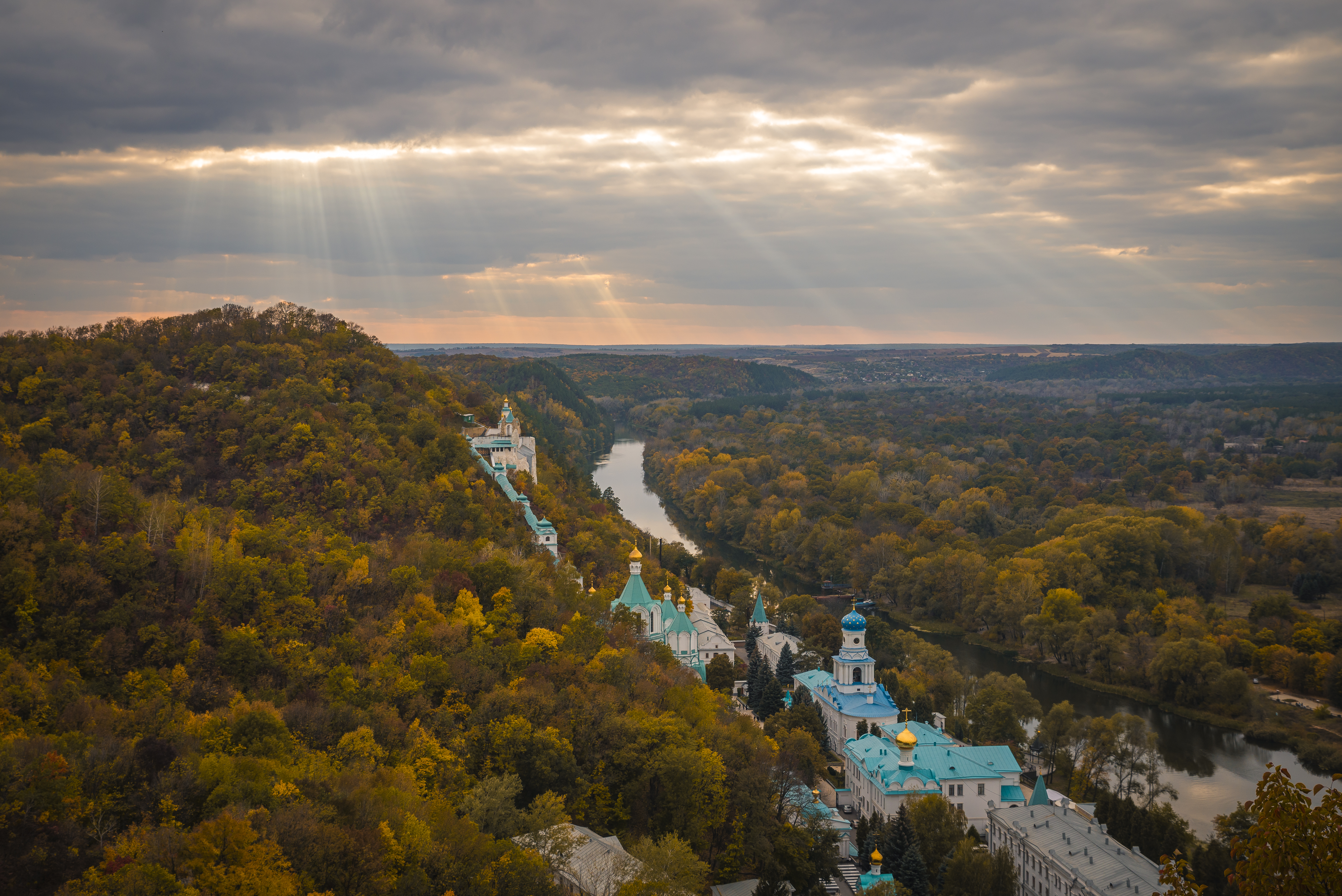
Kloster Swjatohirsk mit dem Siwerskyj Donez (2014)

Das Kloster des heiligen Entschlafens der Gottesgebärerin (ukrainisch Свято-Успенська Святогірська Лавра/Swjato-Uspenska Swjatohirska Lawra) ist ein Kloster am rechten Ufer des Flusses Siwerskyj Donez bei der Stadt Swjatohirsk (russisch Swjatogorsk) in der Oblast Donezk in der Ukraine. Es liegt am Abhang eines Kreideberges, der Heiliger Berg (swjataja gora) genannt wird. Das Kloster gehört zur Ukrainisch-Orthodoxen Kirche Moskauer Patriarchats.

## Gründung und Aufhebungen

Kloster Swjatohirsk, Swjatohirsker Gottesmutter (vom Bildhauer Mykola Schmatko)

Eine Version zur Entstehung des Klosters wird mit byzantinischen Mönchen in Verbindung gebracht, die vor Verfolgungen durch die byzantinisch-kaiserliche Macht während Zeit des Ikonenstreits flohen. Ein Teil der Mönche ließ sich auf der Krim nieder und der andere Teil zog in das Dongebiet mit seinen Zuflüssen des Norddonez. Hier gründeten die Mönche am Ufer des Flusses Höhlenklöster, die bis heute erhalten blieben. Nach einer anderen Version wurde das Kloster in der ersten Hälfte des 13. Jahrhunderts (1240) von Kiewer Mönchen gegründet, die von Batu Khan verfolgt wurden.
Die ersten schriftlichen Erwähnungen des Klosters stammen aus der ersten Hälfte des 16. Jahrhunderts (1526). Das Kloster überstand mehrere Einfälle und Zerstörungen durch die Krim-Tataren im 17. Jahrhundert. Während nach dieser Zeit der moderne russische Staat geschaffen wurde, nahm das Swjatohirsker Kloster im Südwesten des Landes einen vergleichbaren Stellenwert ein wie im Nordosten das Dreifaltigkeitskloster in Sergijew Possad.
1787 – damals regierte Katharina II. – wurde das Kloster aufgehoben. 1844 wurde es durch Geldspenden der Landbevölkerung und auf Bitte der dortigen Gutsbesitzer Alexander Michajlowitsch und Tatjana Borissowna Potjomkin wiederhergestellt. In den nächsten 70 Jahren bis 1914 wurde das Kloster zu einem der bedeutendsten Russlands. von den Bolschewiki wurde das Kloster 1922 erneut aufgehoben und in ein Erholungsheim umgewandelt.

## Wiedereröffnung nach 1991
Nach dem Zerfall der Sowjetunion wurde das Kloster 1992 wieder geöffnet, und neues Klosterleben begann. Am 29. Dezember 2003 fand die Feier zur abschließenden Übergabe der wiederhergestellten Gebäude und zur Rückgabe der Ländereien statt, die zum Kloster gehörten. Heute besteht die Klostergemeinschaft aus mehr als 100 Personen, die mit jedem Jahr zunimmt. Im Kloster sind zwei Klausen wiederhergestellt – die „Allerheiligen-Klause“ und die „Klause des Ehrwürdigen Antonin und Feodossij in der Höhle“.
In dem nahe dem Kloster liegenden Dorf Bohorodytschne/Богородичне (russisch Богородичное/Bogoroditschnoje) steht die Kirche zur Ehre der Ikone der Gottesmutter „Freude aller Leidtragenden“ («Всех скорбящих Радосте»).
In der Sitzung des Heiligen Synods der ukrainisch-orthodoxen Kirche Moskauer Patriarchats am 9. März 2005 unter dem Vorsitz des Metropoliten von Kiew und der ganzen Ukraine Wladimir wurde dem Kloster der Status einer Lawra zuerkannt.

## Angriffe 2022
Im Rahmen des Überfalls Russlands auf die Ukraine wurde Swjatohirsk am 12. März 2022 aus der Luft angegriffen. Eine der Fliegerbomben explodierte 50 Meter vom Kloster entfernt und zerstörte alle Scheiben sowie einige der Türen. Da in dem Kloster hunderte Menschen Zuflucht gesucht hatte, kam es zu Verletzten. Zudem gab es weitere Schäden an den kirchlichen Einrichtungen.
Im Mai 2022 intensivierten sich die Kämpfe erneut. Am 4. Mai wurden sieben Menschen verletzt, als das Kloster beschossen wurde. Am 8. Mai 2022 wurde die St.-Georg-Kirche im nahen Dolyna stark beschädigt. Die dortige St.-Georgs-Klause gehört mit dieser Kirche zum Kloster und auch ihre Fassade wurde beschädigt. Am 10. Mai war die Johannes-Klause betroffen. Die Gebäude der Johannes von Shanghai und San Francisco geweihten Klause (ukrainisch скит Святителя Іоанна Шанхайського Свято-Успенської Святогірської лаври) in Adamiwka, die als Wallfahrtsort gilt, wurden leicht beschädigt.
Am 21. Mai wurde bekannt, dass eine Klause des Klosters im westlichen Nachbardorf Bohorodytschne, in der zirka 100 Klosterbewohner und Zivilisten – darunter Kinder – Schutz suchten, bombardiert wurde. Opfer wurden keine gemeldet, die Schutzsuchenden wurden danach evakuiert. Allerdings wurde bei diesem Angriff die Kirche der Ikone der Gottesmutter „Freude aller Leidenden“ (russisch Храм иконы Божией Матери «Всех Скорбящих радосте» в Богородичном женском ските Святогорской Лавры в селе Богородичное) zerstört. Von der dreitürmigen Kirche (Doppelturmfassade plus Kuppelturm) blieb nur noch eine Gebäudeecke mit Turm stehen.
Am 4. Juni 2022 wurde die Holzkirche der Allerheiligen-Klause (Деревянная церковь Всех Святых Всехсвятского скита Derewjannaja zerkow Wseh Swjatych Wsechswjatskogo skita) südlich oberhalb des Klosters durch russischen Beschuss in Brand gesetzt. Der ukrainische Präsident Wolodymyr Selenskyj meldete wenig später, die Kirche sei zerstört. Das ukrainische Ministerium für Kultur bestätigte die Zerstörung am 6. Juni 2022 mit Fotos der Brandruine. Die Kirche war in den Jahren 2002 bis 2009 errichtet worden. Zudem wurden laut diesen Angaben auch die umgebenden Klostergebäude mit zerstört. Drei Tage zuvor, am 1. Juni 2022, waren drei Menschen im Kloster bei Angriffen getötet worden.

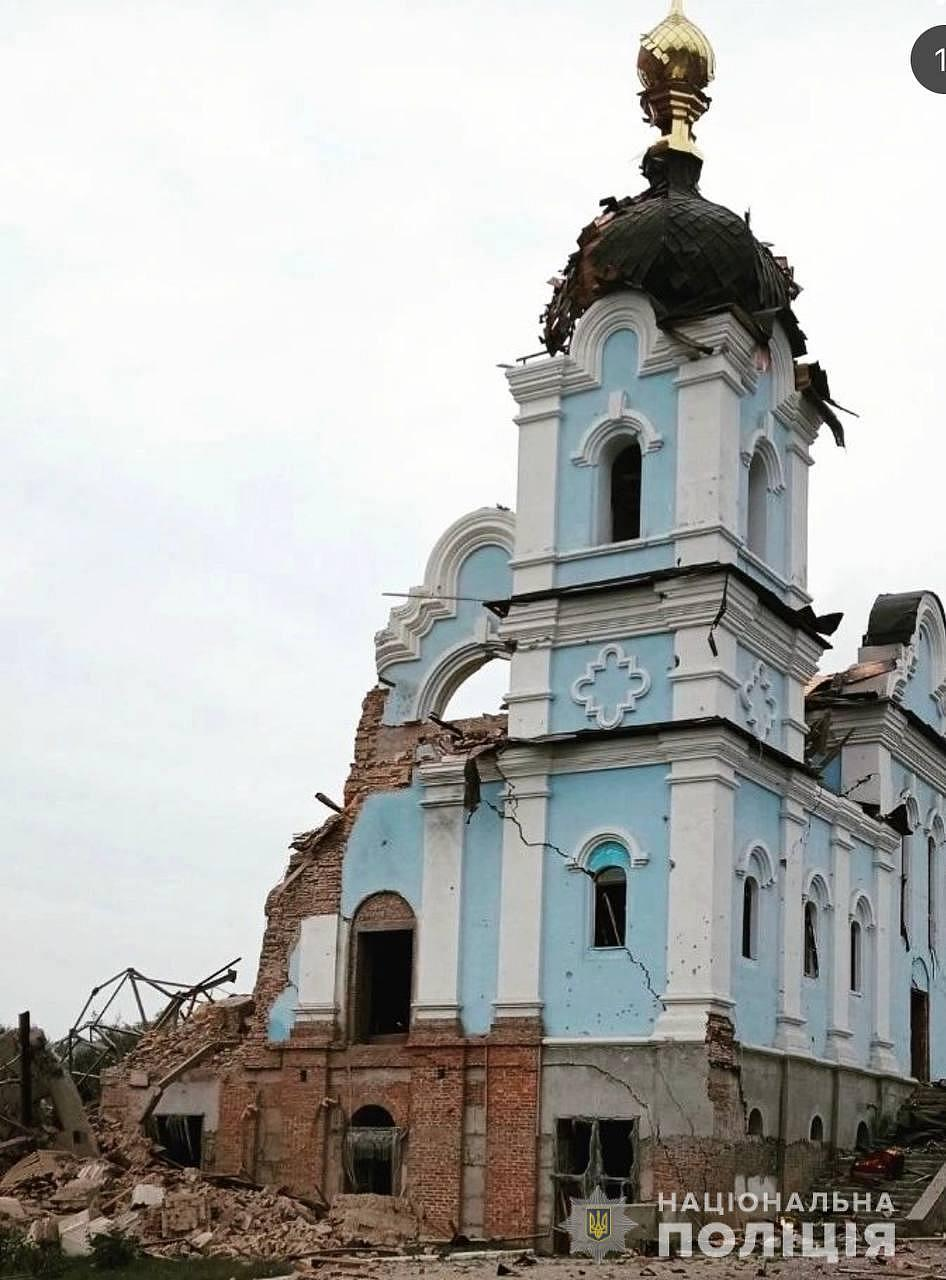
Kirche der Ikone der Gottesmutter „Freude aller Leidenden“ in Bohorodytschne (2022)
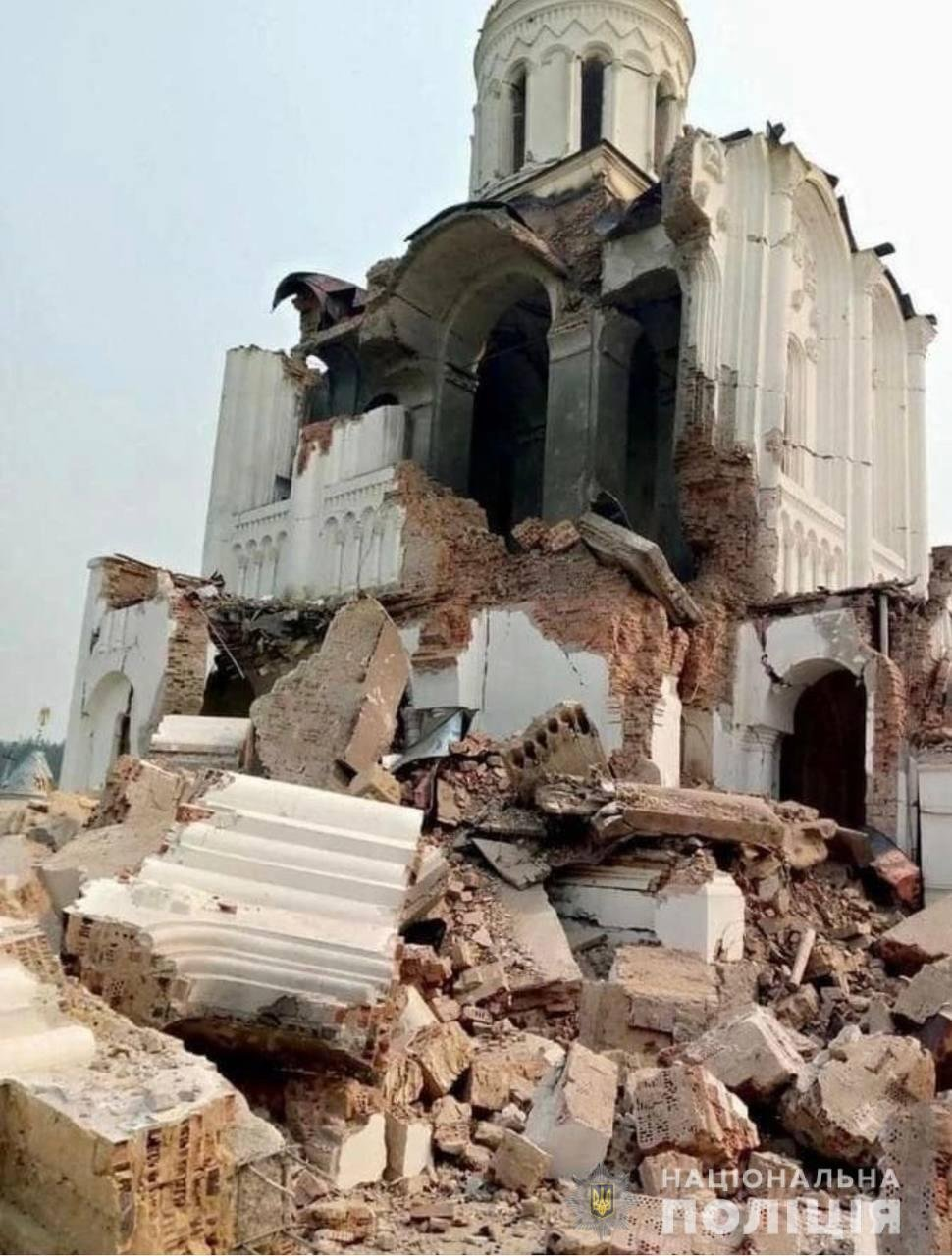
St.-Georg-Kirche (2022)
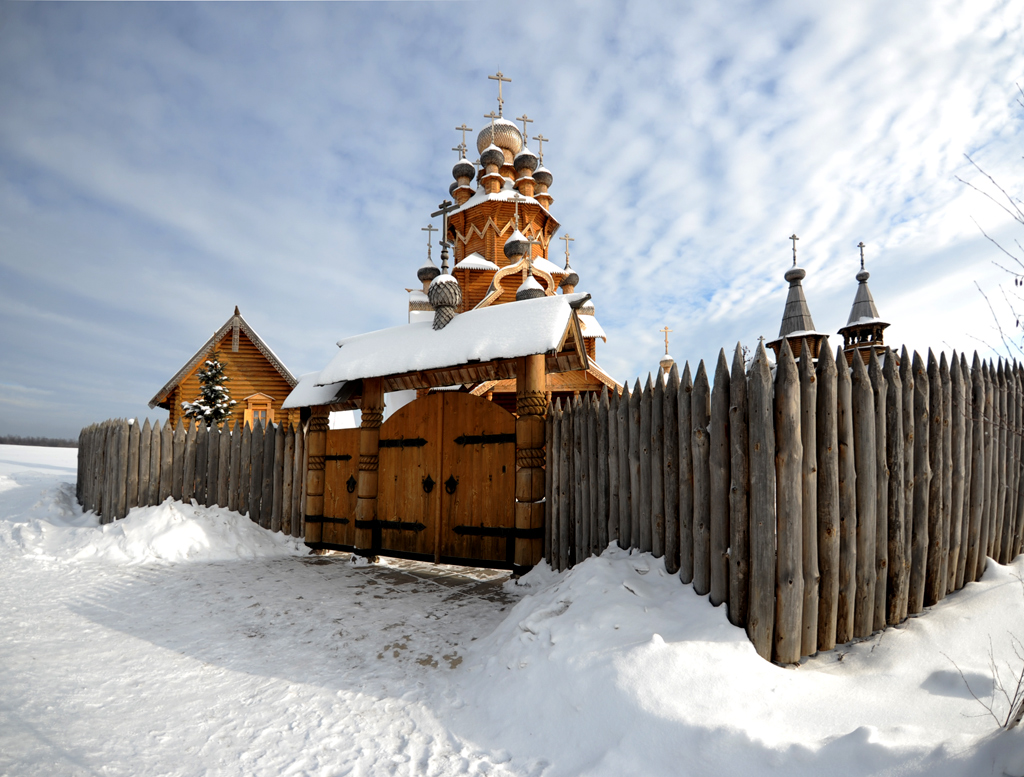
Allerheiligenkirche (2009)